# Aleksiej Zamołodczikow
Aleksiej Borisowicz Zamołodczikow (ur. 18 września 1952 w Nowo-Iwańkowie (obecnie część Dubnej), zm. 18 października 2007 w Moskwie) – rosyjski fizyk teoretyczny, znany za odkrycia w kwantowej teorii pola, grawitacji kwantowej oraz w teorii strun.
Brat Aleksandr Zamołodczikow jest również fizykiem.